# Микулинское межледниковье

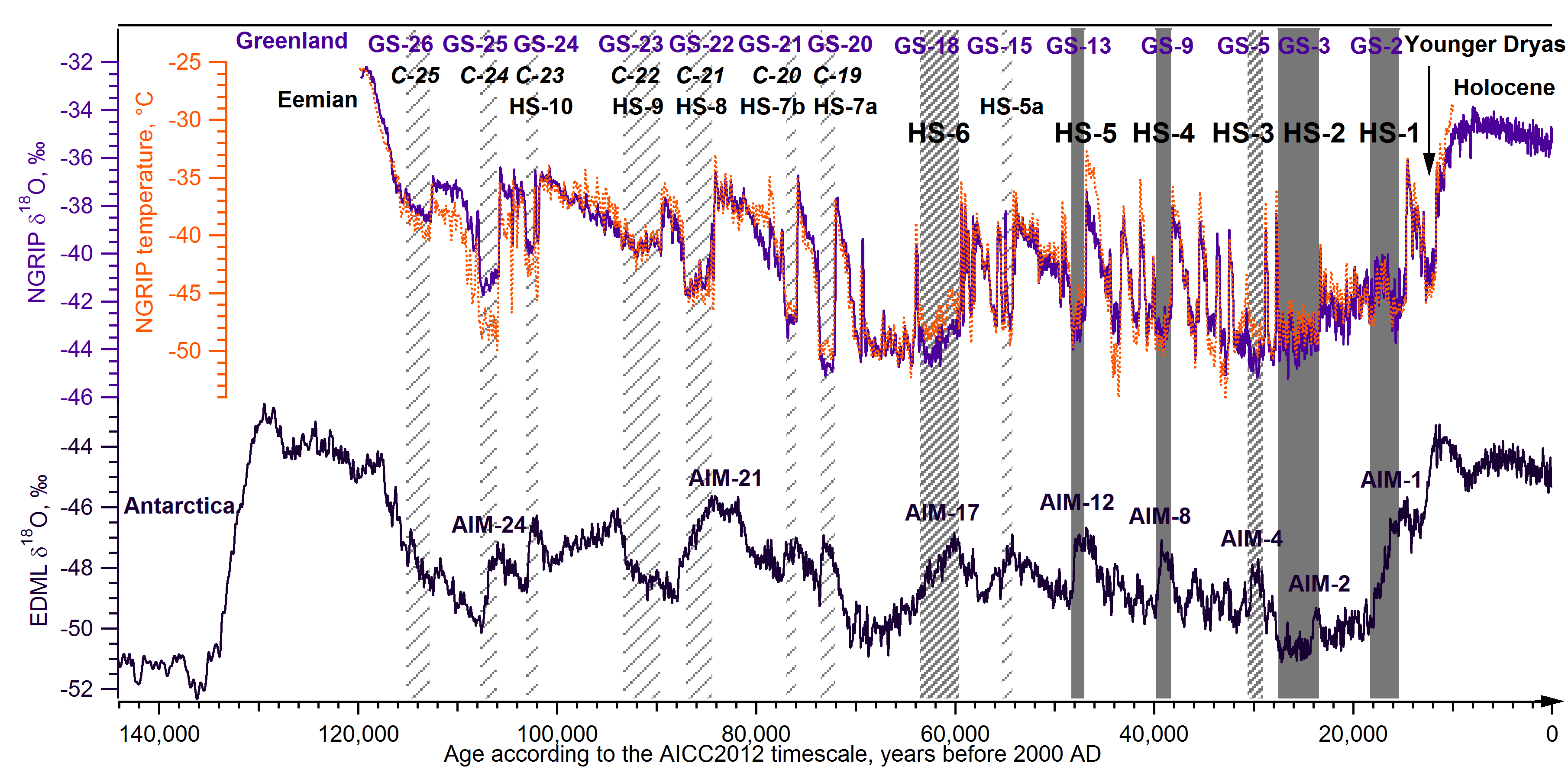
Температура и содержание изотопа О^{18}, реконструированные по ледниковым кернам Антарктики и Гренландии за последние 140 тыс. лет

Два температурных рекорда ледяного ядра; Эемиан находится на глубине около 1500—1800 метров на нижнем графике

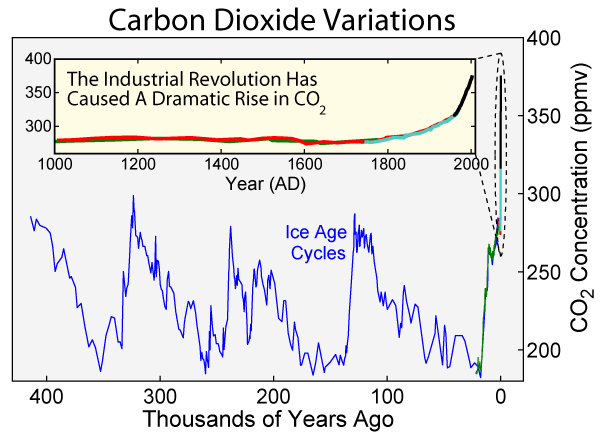
Концентрация за последние 400 тыс. лет

Микулинское межледниковье (от названия пос. Микулино) — начальная стадия позднего плейстоцена на Восточно-Европейской равнине, которая началась около 130 тысяч лет назад с окончанием предпоследнего ледникового периода и завершилась около 112—115 тысяч лет назад с наступлением последнего ледникового периода.

## Описание
Крупнейший и последний интерстадиал, характеризовавшийся тёплыми условиями и сильной регрессией горного оледенения. Ему соответствует казанцевское межледниковье в Сибири, сангамонское межледниковье в Северной Америке и эемское межледниковье в Европе. Название «эемский» (Eemian) придумал Питер Хартинг в 1874 году по мелководным морским отложениям близ реки Эм (Eem), близ Амерсфорта в Нидерландах, где Питером Хартингом впервые были обнаружены морские межледниковые глины.
В предложенной в начале XX века Альбрехтом Пенком и Эдуардом Брикнером для Альп схеме ледниковых и межледниковых эпох соответствует рисс-вюрму. Отделяет рисское (московское) оледенение от валдайского (калининского, вюрмского, висконсинского).
Соответствует изотопно-кислородной стадии 5е. Во время эемского межледниковья уровень Мирового океана был на 6—10 м выше, чем в настоящее время. Преобладающие температуры были в среднем примерно на 1—2 градуса по Цельсию выше, чем в голоцене. Во времена эемского межледниковья доля углекислого газа в атмосфере составляла около 280 частей на миллион.

## Климат
В это время климат на планете был немного теплее, чем сейчас. Ископаемые останки, найденные на Баффиновой земле, позволяют судить о том, что тогда там проходила граница лесной зоны. Каспийский бассейн испытывал позднехазарскую трансгрессию и занимал всю Прикаспийскую низменность.